# Andrzej Brodnicki
Andrzej Brodnicki z Błociszewa i Brodnicy herbu Ostoja (zm. przed 1452 r.) – dziedzic Brodnicy, właściciel Luboni, Krajkowa, Karsowa i Marszewa, wicechorąży kościański 1440-1445, burgrabia kościański 1447-1448, wicewojewoda kościański w 1448.

## Życiorys
Andrzej Brodnicki urodził się zapewne w Brodnicy lub Błociszewie. Był synem Mikołaja z Błociszewa Błociszewskiego, kasztelana santockiego i sędziego poznańskiego. Jego matką była Katarzyna. Miał siostrę Jadwigę i braci: Macieja, Mikołaja i Jana. Ożeniony był z Elżbietą, wdową po Sędziwoju z Brzeźna, z którą miał córki – Katarzynę i Elżbietę. Wraz z bratem Mikołajem w roku 1435 zapisali na części miasta i wsi Brodnica 5 grzywien rocznego czynszu wyderkafowego od sumy 50 grzywien Mościcowi z Koźmina. W roku 1446 wraz z bratem Mikołajem zapisali na mieście i wsi Brodnicy 10 grzywien czynszu wyderkafowego od sumy 100 grzywien klasztorowi Św. Katarzyny w Poznaniu. Tego roku Andrzej Brodnicki dał bratu Mikołajowi swoją połowę wsi Karsowa i Marszewa uzyskanych od Mościca z Koźmina. W zamian otrzymał od brata połowę dworu nabytego od tegoż Mościca, wraz z ogrodem i łąką w Brodnicy. W 1449 roku był zastawnym posiadaczem części dóbr ziemskich w Chaławach. Nie żył już w 1452 roku. Córki Andrzeja, Katarzyna i Eklżbieta, w latach 1452-1462 wniosły połowę Brodnicy Andrzejowi i Wincentemu h. Łodzia, braciom z Choryni.
Andrzej Brodnicki był wicechorążym kościańskim w latach 1440-1445, burgrabią kościańskim w latach 1447-1448 oraz wicewojewodą kościańskim w 1448.